# Zapolzsani
Zapolzsani (macedónul: Заполжани) település Észak-Macedóniában, a Pelagonijai körzet Dolneni járásában.

## Népesség
| Lakosok száma | 462  | 511  | 504  | 439  | 406  | 306  | 273  | 241  | 229  |
|               | 1948 | 1953 | 1961 | 1971 | 1981 | 1991 | 1994 | 2002 | 2021 |

2002-ben 241 lakosa volt, akik közül 234 macedón és 7 cigány.